# Popowo (Prostki)
Popowo (deutsch Popowen, 1938 bis 1945 Wittingen (Ostpr.)) ist ein Dorf in der polnischen Woiwodschaft Ermland-Masuren, das zur Landgemeinde Prostki (Prostken) im Powiat Ełcki (Kreis Lyck) gehört.

## Geographische Lage
Popowo liegt im südlichen Osten der Woiwodschaft Ermland-Masuren, 16 Kilometer südlich der Kreisstadt Ełk (Lyck).

## Geschichte
Popowo wurde als Rosnitzo im Jahre 1484 gegründet. Nach 1785 schrieb sich der Ortsname Poppowen und dann – bis 1938 – Popowen.
Im Jahr 1874 wurde das Dorf in den neu errichteten Amtsbezirk Gorczitzen (polnisch Gorczyce) eingegliedert, der 1897 in „Amtsbezirk Borken“ (polnisch Borki) umbenannt wurde. Er war bis 1945 Teil des Kreises Lyck im Regierungsbezirk Gumbinnen (ab 1905: Regierungsbezirk Allenstein) in der preußischen Provinz Ostpreußen.
Im Jahr 1910 waren in Popowen 113 Einwohner registriert. Um diese Zeit wurde der Nachbarort Krupinnen (1938 bis 1945 Kleinwittingen, polnisch Krupin) eingemeindet. Die Einwohnerzahl stieg dadurch bis 1993 auf 280 und belief sich 1939 auf 234.
Aufgrund der Bestimmungen des Versailler Vertrags stimmte die Bevölkerung im Abstimmungsgebiet Allenstein, zu dem Popowen gehörte, am 11. Juli 1920 über die weitere staatliche Zugehörigkeit zu Ostpreußen (und damit zu Deutschland) oder den Anschluss an Polen ab. In Popowen stimmten 60 Einwohner für den Verbleib bei Ostpreußen, auf Polen entfiel keine Stimme.
Am 3. Juni 1938 wurde Popowen aus politisch-ideologischen Gründen der Abwehr fremdländisch klingender Ortsnamen in „Wittingen (Ostpr.)“ umbenannt.
In Kriegsfolge kam das Dorf 1945 mit dem gesamten südlichen Ostpreußen zu Polen und erhielt die polnische Namensform „Popowo“. Heute ist es Sitz eines Schulzenamtes (polnisch Sołectwo) und somit eine Ortschaft im Verbund der Gmina Prostki (Prostken) im Powiat Ełcki (Kreis Lyck), bis 1998 der Woiwodschaft Suwałki, seither der Woiwodschaft Ermland-Masuren zugehörig.

## Religionen
Popowen war bis 1945 in die evangelische Kirche Ostrokollen (1938 bis 1945 Scharfenrade, polnisch Ostrykół) in der Kirchenprovinz Ostpreußen der Kirche der Altpreußischen Union sowie in die römisch-katholische Kirche St. Adalbert in Lyck (polnisch Ełk) im Bistum Ermland eingepfarrt.
Heute gehört Popowo katholischerseits zur Pfarrei in Prostki mit Filialkirche in Sokółki (Sokolken, 1938 bis 1945 Stahnken) im Bistum Ełk der Römisch-katholischen Kirche in Polen. Die evangelischen Einwohner halten sich zur Kirchengemeinde in der Kreisstadt Ełk (Lyck), einer Filialgemeinde der Pfarrei in Pisz (Johannisburg) in der Diözese Masuren der Evangelisch-Augsburgischen Kirche in Polen.

## Verkehr
Popowo liegt an der Nebenstraße 1680N, die Prostki (Prostken) und Skarżyn (Skarzinnen, 1938 bis 1945 Richtenberg) sowie die beiden Gemeindegebiete Prostki und Biała Piska (Bialla, 1938 bis 1945 Gehlenburg) miteinander verbindet. 